# Teklimyśl
Teklimyśl – wieś w Polsce położona w województwie wielkopolskim, w powiecie kościańskim, w gminie Krzywiń.
Teklimyśl leży w widłach Kanału Obry i Kanału Obra-Samica.
Wieś powstała przed 1845 rokiem. Pod koniec XIX wieku liczyła 67 ha, 10 domostw i 54 mieszkańców, wyznania katolickiego. W latach 1975–1998 miejscowość administracyjnie należała do województwa leszczyńskiego. W 2011 w Teklimyśli mieszkało 45 osób.